# Tomest község
Tomest község (románul: Comuna Tomești) község Temes megyében, Romániában. Központja Tomest, beosztott falvai Balosest, Bégalankás, Felsőbégalankás, Rumunyest, Tamásdi üveggyár.

## Népessége
A 2011-es népszámlálás adatai alapján a község népessége 2093 fő volt.